# Chorostkiv
Chorostkiv (ukrajinsky Хоростків, polsky Chorostków) je město v Ternopilské oblasti na Ukrajině. Leží na řece Tajně (povodí Zbruče) jižně od oblastního města Ternopilu. V roce 2016 v něm žilo 7 662 obyvatel. První písemná zmínka pochází z roku 1340. V roce 1565 je v souvislosti s královskou výsadou zmiňován jako město. Roku 1578 Chorostkiv obdržel výsady města podle Magdeburského práva.